# Julius Friedrich Hecker
Julius Friedrich Wilhelm Fjodorowitsch Hecker (russisch Юлий Фёдорович Геккер; * 26. Septemberjul. / 8. Oktober 1881greg. in St. Petersburg; † 28. April 1938 in Kommunarka) war ein russisch-US-amerikanisch-sowjetischer Philosoph, Soziologe, Theologe und Hochschullehrer deutscher Herkunft.

## Leben
Heckers Vorfahren waren als Schiffbauer zu Zeiten Peters I. nach Russland gekommen. Heckers Vater Julius Friedrich Theodor Hecker war ein Handwerker der St. Petersburger Deutschen. Die Mutter Augusta Luisa Schelong hatte ostpreußische Wurzeln. Hecker wurde in der lutherischen Petrikirche getauft und hatte zwei ältere Schwestern Sophia und Olga. Der Vater arbeitete als Färber und starb früh, worauf die Familie in Armut lebte. Hecker begann als Zehnjähriger in Werkstätten zu arbeiten, während die Schwestern als Krankenpflegerinnen arbeiteten. Er kam 1893 in die 2. Klasse der Petrischule und machte dort 1896 seinen Abschluss.
Hecker beteiligte sich an der Arbeiterbewegung. Um der drohenden Verhaftung zu entgehen, verließ er 1902 das Land und emigrierte 1903 über Kopenhagen in die USA. Er wandte sich an die German Methodist Episcopal Church in New York, deren Pastor ihm half, Arbeit zu finden und zu studieren. 1904 kamen Heckers Schwestern nach. Er absolvierte das German Methodist Wallace College in Berea, Ohio. Er heiratete die Pastorentochter Elizabeth Charlotte Junker österreichisch-deutsch-französischer Herkunft, mit der er 5 Töchter bekam. Im April 1913 erhielt er die US-amerikanische Staatsbürgerschaft.
Hecker studierte weiter an der Columbia University in New York am Lehrstuhl für Soziologie und Geschichte der Zivilisationen bei Franklin H. Giddings und verteidigte 1915 mit Erfolg seine Dissertation über russische Soziologie für die Promotion zum Ph.D. In seiner Dissertation zeigte er auch, dass die kommunistischen Ideen im Kern auf die frühchristliche Vorstellung der Gleichheit der Menschen zurückgingen.
Im Ersten Weltkrieg arbeitete Hecker als Mitarbeiter einer christlichen Wohlfahrtsorganisation in Österreich in Wieselburg für russische Kriegsgefangene und erlebte nach der russischen Februarrevolution 1917 deren Jubel über den Sturz des Zarismus. Als die USA im April 1917 in den Krieg eintraten, musste Hecker Österreich verlassen und ging in die Schweiz, wo er als Redakteur für YMCA-Press, Associated Press u. a. arbeitete. Auch arbeitete er mit Paul Birukoff und Nikolai Rubakin zusammen. Hecker kehrte 1919 in die USA zurück. Er arbeitete für die von Ludwig Martens geleitete Gesandtschaft Sowjetrusslands in New York und setzte sich für freundliche Beziehungen zu Sowjetrussland ein.
Auf Einladung Anatoli Lunatscharskis kehrte Hecker 1921 nach Sowjetrussland zurück. Er beteiligte sich 1921 in der Hungersnot in Sowjetrussland 1921–1922 an der Organisation der Lebensmittelhilfe sowohl eigenständig als auch als Mitarbeiter der American Relief Administration. Noch im selben Jahr reiste er mit seiner Familie zu Verwandten in Deutschland.
Nach dem Sommer 1922 ließ sich Hecker endgültig in der RSFSR nieder. Er nahm die sowjetische Staatsbürgerschaft an und arbeitete als Lehrer in privaten Kursen. Als Vertreter des religiösen Pluralismus verkehrte er mit Vertretern vieler religiöser und philosophischer Bewegungen. Er kam in Kontakt mit Patriarch Tichon, mit Altgläubigen, Renovationisten, Angehörigen der Ukrainischen Autokephalen Orthodoxen Kirche, Molokanen, Duchoborzen, Quäkern, Methodisten, Vertretern der Heilsarmee, Anglikanern, Mitgliedern der Oxfordbewegung, Lutheranern, Calvinisten, Presbyterianern, Theosophen, Tolstojanern und anderen und half vertriebenen Priestern.
Zeitweise war Hecker Mitarbeiter der Moskauer Geistlichen Akademie, des Instituts der Roten Professur, der VOKS, und für Intourist betreute er ausländische Gäste. Auch lehrte er am Technikum für Englische Sprache. Wiederholt reiste er zu Vorträgen nach Großbritannien und in die USA. Er traf sich in London mit H. G. Wells, an der University of Oxford mit Nikolai Berdjajew und an der University of Cincinnati mit Earle Edward Eubank. Später war Hecker außerordentlicher Mitarbeiter des Instituts für Philosophie der Akademie der Wissenschaften der UdSSR in Moskau. Er korrespondierte mit George Bernard Shaw und Rabindranath Tagore.
Hecker wurde 1927 und 1928 verhaftet und jeweils auf Antrag Georgi Tschitscherins und Ludwig Martens' nach kurzer Zeit wieder freigelassen.
Während des Großen Terrors wurde Hecker am 15. Februar 1938 als Volksfeind und amerikanischer Spion verhaftet. Das Militärkollegium des Obersten Gerichts der UdSSR verurteilte ihn am 27. April 1938 zur Höchststrafe mit sofortiger Erschießung in Kommunarka, wo er auch begraben wurde. Am 18. April 1957 wurde er rehabilitiert.
Heckers Frau Elizabeth Charlotte Junker-Hecker wurde am 5. April 1938 als Frau eines Vaterlandsverräters zur Lagerhaft verurteilt. Sie wurde nach einigen Jahren freigesprochen und freigelassen und starb 1962. Die älteste, mittlere und jüngste der fünf Töchter Heckers wurden nach Beginn des Deutsch-Sowjetischen Kriegs im September und Oktober 1941 als Volksfeindkinder zur Lagerhaft  verurteilt.
Ein Schwiegersohn Heckers war der Pianist Anatoli Wedernikow. Ein Enkel Heckers war der Historiker Juli Chudjakow.